# Cascavel-de-cauda-negra-ocidental
Nomes comuns: cascavel-de-cauda-negra, cascavel-verde, cascavel-de-cauda-negra-nortenha. 
Crotalus molossus é uma espécie de serpente venenosa da família Viperidae, subfamília Crotalinae, que pode ser encontrada no sudoeste dos Estados Unidos e no México. São reconhecidas actualmente quatro subespécies, incluindo a subespécie nominal aqui descrita.

## Descrição

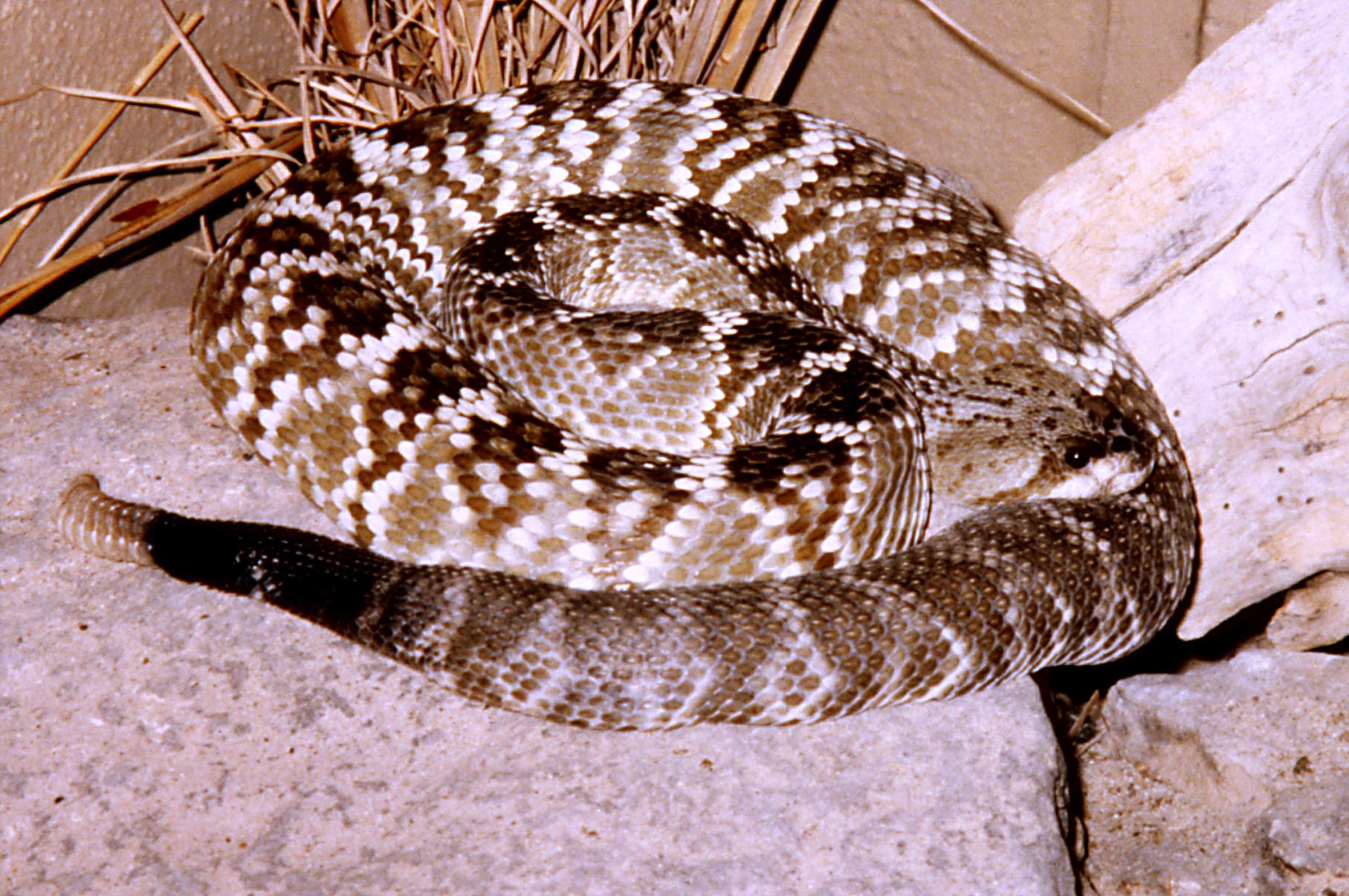
C. m. molossus

Esta espécie de tamanho médio tem um comprimento entre 76 e 107 cm. Os espécimes grandes não têm, de um modo geral, um comprimento muito maior que 100 cm, embora haja relatos de espécimes com 125 cm (Gloyd, 1940), 127.5 cm (Klauber, 1972), e 129.5 (Shaw & Campbell, 1974). As fêmeas tendem a ser maiores do que os machos.
A sua coloração varia desde tons de amarelo e verde-azeitona até aos castanhos e negro. Como o seu nome indica, um dos seus principais caracteres distintivos é, apesar das variações de coloração corporal, o facto de as escamas da cauda serem totalmente negras. Frequentemente esta cascavel apresenta uma faixa negra sobre os olhos que se estende em diagonal até aos cantos da boca, formando algo similar a uma 'máscara' facial.
Como as demais cascaveis, C. molossus possui um cascavel composto de queratina na extremidade da cauda. Cada vez que a serpente muda a pele, é adicionado um novo segmento ao cascavel. Podem mudar de pele várias vezes por ano, e o cascavel é algo frágil podendo quebrar-se, pelo que o comprimento do cascavel destas serpentes não é uma medida precisa da sua idade, a menos que o botão terminal esteja intacto.

## Distribuição geográfica
Pode ser encontrada no sudoeste dos Estados Unidos (Arizona, Novo México, centro e oeste do Texas), e no México (até ao estado de Oaxaca). Também pode ser encontrada no Golfo da Califórnia, nas ilhas de San Estéban e de Tiburón.  A localidade tipo é "Fort Webster, St. Rita del Cobre, N. Mex." (Fort Webster, Santa Rita del Cobre, Condado de Grant, Novo México, EUA).

## Estatuto de conservação
Esta espécie está classificada como Pouco Preocupante na Lista Vermelha da IUCN de espécies ameaçadas (v3.1, 2001). As espécies assim classificadas apresentam ampla distribuição geográfica, grande população estimada ou não é provável que estejam a sofrer um declínio suficientemente rápido para ser classificadas numa categoria de maior ameaça. A tendência populacional era estável quando foi avaliada em 2007.

## Comportamentos

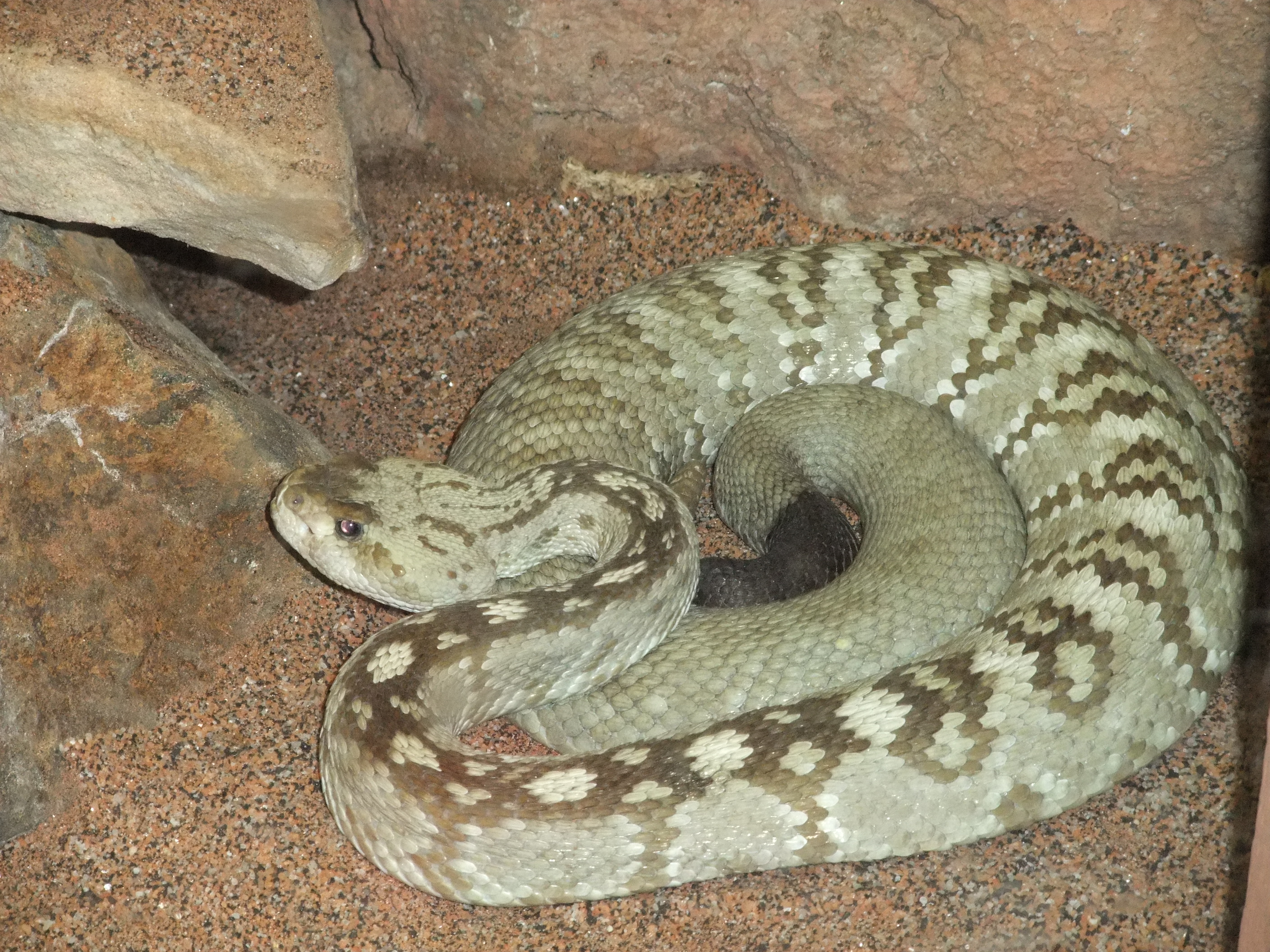

Todas as cascaveis são carnívoras, alimentando-se sobretudo de roedores, outros pequenos mamíferos, aves e pequenos répteis. O comportamento das cascaveis de cauda negra nortenhas varia ao longo do ano. Durante a primavera e outono, são primariamente diurnas. No verão, passam a ter um comportamento nocturno, para evitar o calor do verão. No inverno hibernam em tocas criadas e abandonadas por outros animais, frequentemente junto com outras espécies de serpentes. A sua locomoção varia de acordo ao substrato sobre o qual se encontrem, e mudam activamente entre movimento rectilíneo e movimento sinuoso lateral. Embora seja uma trepadora capaz e nadadora exímia, C. molossus é uma espécie sobretudo terrestre e habita pradarias, áreas desérticas, rochosas e montanhosas, bem como habitat florestais de altitude.

## Docilidade e defesa
C. molossus é muitas vezes considerada como uma das cascaveis mais dóceis, devido à sua atitude plácida e curiosa. Por esta razão raramente morde pessoas. Dependem sobretudo da camuflagem para evitar problemas. Normalmente, C. molossus tenta retroceder se confrontada, mas fará soar o seu cascavel quando se sentir ameaçada.

## Veneno
O veneno de C. molossus é primeiramente um veneno hemotóxico como é o caso da maioria dos crotalíneos. Contudo, a toxicidade do veneno é apenas uma terceira parte daquela do veneno da diamante-ocidental e geralmente não é fatal para os seres humanos. O anti-veneno CroFab é muitas vezes usado no tratamento de pessoas mordidas.
C. molossus possui glândulas de veneno maiores que as da maioria das cascaveis da sua região. Como o seu veneno não é tão tóxico como o da maioria dos crotalíneos, necessita injectar maiores quantidades de veneno nas suas presas para que aquele seja efectivo.

## Reprodução
A reprodução ocorre durante a primavera quando os machos seguem os rastos de feromonas deixados pelas fêmeas. A cópula pode por vezes prolongar-se durante várias horas e ocorrer múltiplas vezes ao longo de vários dias. Após o acasalamento, o macho fica frequentemente perto da fêmea por alguns dias para impedir que outros machos acasalem com ela. A fêmea dá à luz durante o verão, e as crias ficam com a mãe apenas até que começam a deslocar-se sozinhas, normalmente não mais que um ou dois dias. Crê-se que as fêmeas acasalam todos os anos, podendo ter ninhadas de até 10-12 crias, sendo a média de 4 a 6 crias. Podem viver de 15 a 20 anos.

## Taxonomia
Uma revisão recente mostrou que as populações orientais, do Texas e do Novo México central e oriental, constituem uma espécie distinta de C. molossus: Crotalus ornatus Hallowell 1854.

## Subespécies
| Subspécies         | Autor                | Nome comum                             | Distribuição geográfica                                                                                  |
| ------------------ | -------------------- | -------------------------------------- | --- |
| C. m. estebanensis | Klauber, 1949        | Cascavel-de-cauda-negra-de-San-Estéban | México: Ilha de San Estéban (Golfo da Califórnia)                                                        |
| C. m. molossus     | Baird & Girard, 1853 | Cascavel-de-cauda-negra-nortenha       | Estados Unidos (Arizona, Novo México, sudoeste do Texas), México                                         |
| C. m. nigrescens   | Gloyd, 1936          | Cascavel-de-cauda-negra-mexicana       | México (Sul de Sonora, sudoeste de Chihuahua, sul de Coahuila, para sul até Oaxaca e Veracruz, Tlaxcala) |
| C. m. oaxacus      | Gloyd, 1948          | Cascavel-de-cauda-negra-de-oaxaca      | México (Oaxaca)                                                                                          |